# Jeff Finger
Jeff Finger, född 18 december 1979, är en amerikansk professionell ishockeyspelare som för närvarande spelar för Toronto Maple Leafs i NHL. Han har tidigare spelat för Colorado Avalanche samt ett flertal AHL klubbar.